# اختراعات "ريك" يجب أن تكون مجنونة
اختراعات «ريك» يجب أن تكون مجنونة (بالإنجليزية: The Ricks Must Be Crazy) هي الحلقة السادسة في الموسم الثاني من المسلسل الكوميدي التلفزيوني الرسوم المتحركة الأمريكي ريك ومورتي، والحلقة السابعة عشرة الإجمالية في المسلسل كتبه دان جوترمان وأخرجه دومينيك بولسينو، تم بث الحلقة لأول مرة على أدلت سويم في الولايات المتحدة في 30 آب 2015. عنوان الحلقة هو إشارة إلى فيلم 1980 The Gods Must Be Crazy.
في الحلقة، دخل ريك ومورتي داخل بطارية سيارة ريك، وهي عبارة عن مقطع كامل يولد الكهرباء لتشغيل سيارة ريك، وهو أمر غير معروف لمواطني المنطقة المصغرة. Zeep Xanflorp, عالم في ميكروفر، يصنع ميكروفورد خاص به، وبالتالي يوقف تدفق الطاقة إلى سيارة ريك. تدور أحداث الحلقة إلى حد كبير في عالم Zeep الصغير، حيث يحاول ريك ومورتي وزيب الهروب منها.

## الحبكة
في رحلة إلى بُعد بديل، اكتشف ريك ومورتي وسمر أن بطارية سيارة ريك معطلة. يأخذ ريك مورتي داخل بطارية السيارة لإصلاحها ويترك الصيف منتظرة في السيارة، ويطلب منها «الحفاظ على سمر بأمان». يكتشف مورتي أن بطارية السيارة هي في الواقع «بطارية ميكروفر», تحتوي على كون كامل لتزويد السيارة بالطاقة. أعطى ريك تقنية "gooble box" لأنواع ذكية لتوليد الكهرباء، ولكن دون علمهم، فإنه يأخذ غالبية الطاقة المولدة. هذا يقود مورتي للتشكيك في أخلاقيات ريك.
يكتشف ريك ومورتي أن عالِمًا ومواطنًا صغيرًا يُدعى Zeep Xanflorp (ستيفن كولبيرت) قد صنع «كونه صغيراً» خاصًا به، مما يجعل الصناديق المرحة عفا عليها الزمن. يدخل ريك ومورتي وزيب إلى الكون الصغير، ويكتشفون أن كايل، وهو عالم يعيش في بطارية زيب، يعمل أيضاَ على «تيني أفيرز» الخاص به، والذي يدخله مورتي والعلماء الثلاثة. بمجرد أن يكتشف كل من Zeep وكيلي أنهما عبيد وُلدا لتوليد الكهرباء، يهاجم Zeep ريك بغضب. أثناء الكفاح، انتحر كايل مستخدماً سفينته الفضائية، تاركاً ريك ومورتي وزيب عالقين في ساحة كون الصغير.
بعد عدة أشهر (في ساحة كون الصغير), وضع ريك و Zeep خلافاتهما جانباً وابتكروا طريقة للعودة إلى عالم Zeep. ومع ذلك، عندما يعودون، يحاول Zeep قتل ريك ومورتي، يدمر ريك كائنات Zeep الصغيرة، وبعد شجار يهزمه ريك في النهاية. يعود ريك ومورتي بأمان إلى عالمهما، بينما يدرك Zeep أنه يجب عليه إيقاف تجاربه مع التكنولوجيا المصغرة والعودة إلى الصناديق المرحة، وإلا فإن ريك سيرمي البطارية ويدمر عالمه.
بالعودة إلى ساحة انتظار السيارات، تستخدم سيارة ريك أساليب دفاعية متطرفة، بما في ذلك تقطيع شخص ما، والشلل والتعذيب النفسي، للحفاظ على سمر في مأمن من مختلف المهاجمين. بينما كانت سمر المرتعبة تحاول منع السيارة من إيذاء أي شخص، تتصاعد المواجهة بين السيارة المتوقفة والشرطة والجيش. بناءً على طلب سمر المستمر، تتخلى السيارة عن العنف الجسدي والنفسي وبدلاً من ذلك تفلت من الموقف من خلال تصميم معاهدة سلام بين الفصيلين المتحاربين على الكوكب، البشر والعناكب العملاقة، مقابل ضمان الأمان.
في مشهد ما بعد انتهاء الحلقة، يذهب ريك ومورتي وسمر إلى متجر آيس كريم على نفس الكوكب. يشكو ريك من أن آيس كريمه مليء بالذباب، وهو ما ردت عليه النادلة بأنه نتيجة للاتفاقية أصبح الآيس كريم الآن للجميع، بغض النظر عن عدد الأرجل. فيقوم ريك بتوبيخ سمر.

## الاستقبال
تلقى ت حلقة «اختراعات» ريك«يجب أن تكون مجنونة» إشادة من النقاد. أعطى Joe Matar من Den of Geek الحلقة تقييماً 5/5, قائلاً إن «هذه حلقة رائعة تأخذ استعارة ريك ومورتي وتلعب معهم بطرق ممتعة حقاً.» قدم ستايسي تايلور من Geek Syndicate حلقة تصنيف 4/5، قائلة إن «The Ricks must Be Crazy هي حلقة مثالية تقريبًا، حيث تأتي الضحكات كثيفة وسريعة ولكنها لا تقلل من شأن الموت أو التسلسلات المظلمة والمزعجة، ولكن أكثر لتكملها.» أعطى جيسي شيددين من آي جي إن الحلقة 8.8 من 10 تقييماً، قائلاً إن «حلقة هذا الأسبوع لم تصل إلى الذروة التي يستطيع هذا العرض تحقيقها، لكنها كانت حلقة مسلية شاملة.» زاك هاندلين من إيه. في. كلوب أعطى للحلقة تصنيف A- ، مشيرًا إلى أن «ما يجعل ريك بطلًا رائعًا معاداً للبطل هو أنه كلما رأينا حقائق هذا العرض، قل أنه يبدو وكأنه» معاد للبطل «على الإطلاق.»

## وصلات خارجية
- اختراعات "ريك" يجب أن تكون مجنونة على قاعدة بيانات الأفلام على الإنترنت

تصنيف:حلقات ريك ومورتي